# ويلكي راسموسن
ويلكي راسموسن هو دبلوماسي وسياسي نيوزيلندي، ولد في 21 مارس 1958 في جزر كوك في نيوزيلندا. نشط حزبياً في الحزب الديمقراطي ‏. وقد انتخب عضو برلمان جزر كوك ‏.